# Чжуанское письмо
Чжуанское письмо, или Sawndip [θaɯ˨˦ɗip˥] — логографическое письмо, производное от китайских иероглифов, используемое для записи чжуанского языка (распространён в Гуанси, Китай). 
На севернокитайском оно называется гу чжуанцзы (кит. трад. 古壯字, упр. 古壮字, пиньинь gǔ zhuàngzì, буквально: «старые чжуанские знаки»), или фанкуай чжуанцзы (кит. трад. 方塊壯字, упр. 方块壮字, пиньинь fāngkuài zhuàngzì, буквально: «квадратные чжуанские знаки»). Слово sawndip (𭨡𮄫) — чжуанское и означает «незрелые знаки». Китайские иероглифы по-чжуански называются sawgun (чжуанск.: 𭨡倱; букв. «ханьское письмо», saw — «письмо», «книга», gun — хань, когнат знака 漢).

## История

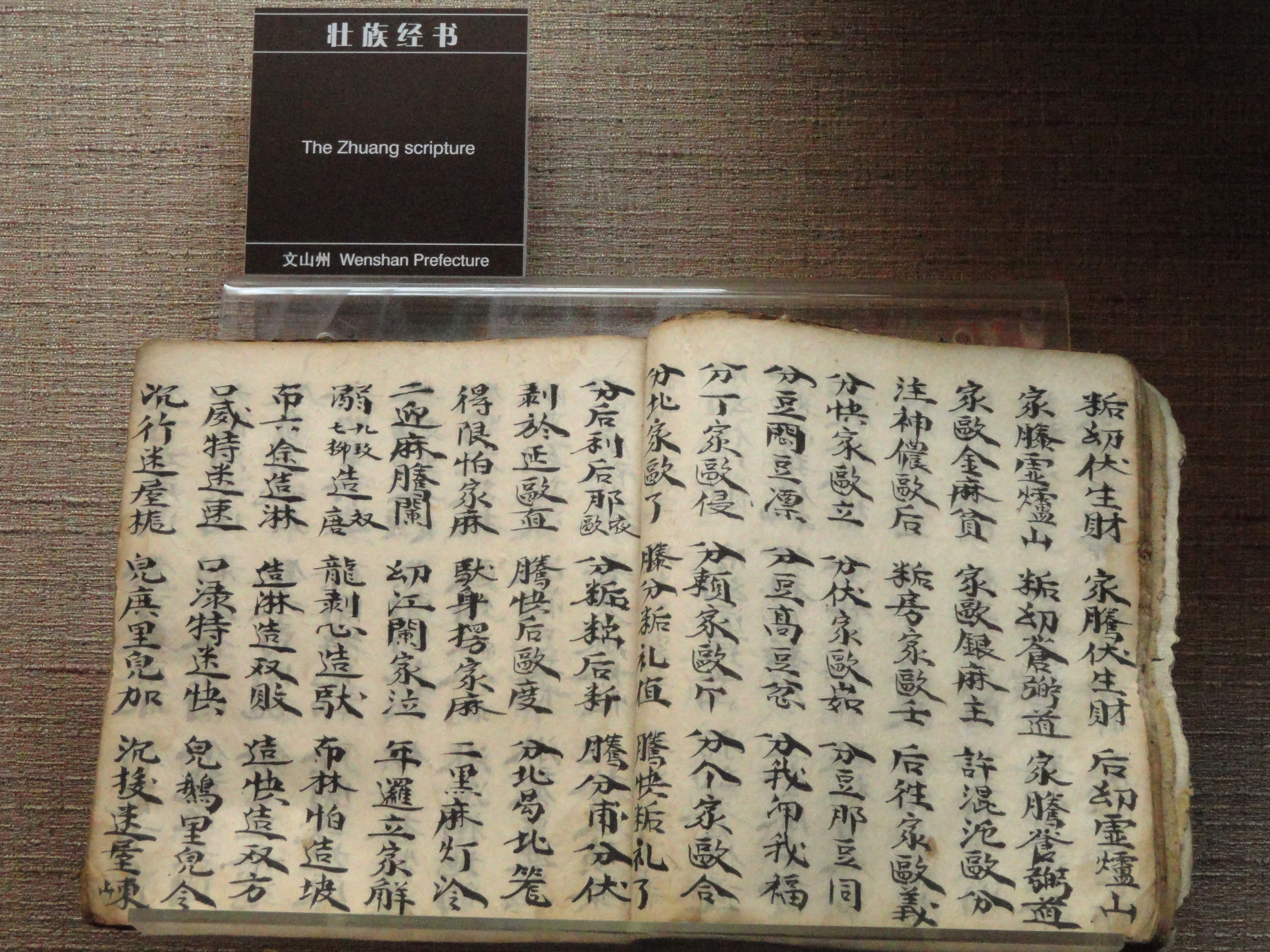
Манускрипт, написанный чжуанским письмом

Неизвестно, с какого времени используется чжуанское письмо. Несколько «разговорных знаков» (кит. 土俗字, пиньинь tǔsú zì, палл. тусу цзы) из Гуанси были записаны в две книги времён империи Сун: «За хребтами. Вместо ответов» Чжоу Цюйфэя (кит. трад. 嶺外代答, упр. 岭外代答, пиньинь Lǐngwài dàidá, палл. Линвай дайда) и «Гуйхай в описаниях попечителя гор и вод» (кит. трад. 桂海虞衡誌, упр. 桂海虞衡志, пиньинь Guìhǎi yúhéng zhì, палл. Гуйхай юйхэн чжи) Фань Чэнда. Некоторые исследователи относят эти записи к временам империи Тан, приводя надпись со стелы 689 года постройки, названную кит. 智城碑, пиньинь zhì chéng bēi, палл. чжи чэн бэй; хотя надпись выполнена на китайском языке того времени, она содержит несколько нестандартных для него иероглифов. То, что чжуанское прочтение заимствованных иероглифов часто совпадает со среднекитайским, предполагает ранние сроки, однако это может быть объяснено заимствованием из пинхуа. Учёные, изучающие родственное письмо языка буи, напротив, считают, что чжуанская письменность появилась лишь вместе в начале существования империи Цин — её создали китайские чиновники.
Письменность чжуанского языка использовалась веками — в основном, шаманами и певцами — для записи стихов, сказок, мифов, песен, текстов пьес, медицинских предписаний, генеалогических сведений и договоров. После революции 1949 года чжуанским письмом даже записывалась коммунистическая агитация. После введения в 1957 году стандартного чжуанского языка с письменностью на латинице, грамотность среди чжуаноговорящих увеличилась. Тем не менее чжуанские диалекты сильно отличаются друг от друга как фонетически, так и лексически, а чжуанская латиница основана на уминском диалекте, из-за чего некоторые чжуаноговорящие предпочитают пользоваться старым иероглифическим письмом.
Спустя пять лет после начала работ в 1989 был выпущен Словарь чжуанского письма «Sawndip Sawdenj» (кит. трад. 古壯字字典, упр. 古壮字字典, пиньинь Gǔ zhuàngzì zìdiàn, палл. Гу чжуанцзы цзыдянь, буквально: «Словарь старочжуанских знаков»). В него включено более 10 000 иероглифов. На 2007 год это был первый и единственный словарь чжуанского письма, а в 2008 году объявили о создании «Большого словаря старочжуанских знаков» —《中华古壮字大字典》.

## Характеристики

Три чжуанских знака из «Sawndip Sawdenj» (𭒹𮬭鴓); компоненты 力, 六 и 必 являются фонетиками, отражая звучание, а 子, 鳥 и 鳥 отражают значение (детерминативы). «Lwg roegbit», буквально «ребёнок птицы-утки», означает «дикий утёнок».

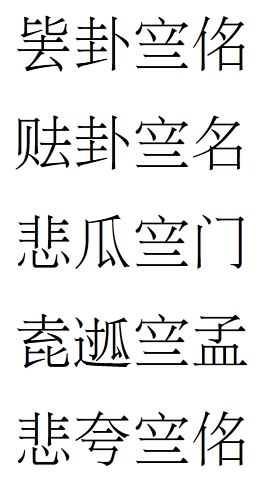
Чжуанское письмо не стандартизировано. Примеры слов стандартного чжуанского, записанных в пяти разных источниках: bae (идти), gvaq (путь), ranz (дом), mwngz (ты). Во всех текстах используется один и тот же знак для слова ranz (дом).

Чжуанское письмо состоит из китайских иероглифов — похожих на ханьцзы знаков и прочих символов. Некоторые иероглифы имеют больше дюжины вариантов.
Согласно Чжан Юаньшэн (кит. упр. 张元生), некитайские знаки составляют около 20 % чжуанских текстов, хотя имеются тексты почти исключительно из китайских иероглифов.
Чжуанские иероглифы разделяют на большее число типов, чем китайские:
- символы, которые не похожи на китайские, а заимствованы из латиницы[8] и, возможно, бирманского алфавита:
  - «трость» (dwngx) пишется как ; такого знака среди ханьцзы нет;
  - «бабочка» (mbaj) пишется как , это пиктограмма;
  - «задняя сторона» (aemq) пишется как ;
- нестандартные иероглифы, составленные по идеографическому принципу:
  - «ручьи» (mboq) записывается «呇», это комбинация знаков «水» (вода) и «口» (рот);
- нестандартные ханьцзы-подобные иероглифы, составленные по фоносемантическому принципу:
  - «гора» (bya) записывается «岜», этот знак состоит из идеограммы 山 «гора» и фонетики 巴 ба;
  - «человек» (vunz) пишется как «伝», этот знак состоит из идеограммы 亻 «человек» и фонетика 云 юнь;
- китайские иероглифы, заимствованные исключительно по причине схожего произношения:
  - «иметь» (miz, когнат китайского 有) записывается знаком 眉, на севернокитайском он произносится как méi;
- нестандартные ханьцзы-подобные иероглифы, созданные чжуанами для объяснения существующих знаков китайского письма (указательные);
- ханьцзы, означающие заимствования или родственные китайские слова:
  - «чашка» (boi) записывается знаком «盃», это вариант ханьцзы 杯 bēi, по-китайски «чашка»;
- китайские иероглифы, заимствованные только по значению:
  - «утварь, инструмент» (aen) пишется знаком , это вариантный китайский иероглиф от 器, которому присвоили чжуанское чтение;
- знаки, созданные из двух ханьцзы, где одна часть означает инициаль, а вторая — рифму.

Некоторые логограммы чжуанов используются в китайском языке для обозначения географических объектов Гуанси — например, кит. 岜 (чжуанск. bya; гора) или кит. 崬 (ndoeng; лес); их включают в китайские словари.

### Региональные вариации
Диалекты чжуанского языка очень отличаются друг от друга, поэтому при записи чжуанским письмом в них используются разные знаки. Тем не менее учёные не пришли к единому мнению относительно региональной распространённости тех или иных знаков.

## Пример
Первая статья Всеобщей декларации прав человека.
- Латинская транскрипция (орфография 1982 года): «Boux boux ma daengz lajmbwn couh miz cwyouz, cinhyenz caeuq genzli bouxboux bingzdaengj. Gyoengq vunz miz lijsing caeuq liengzsim, wngdang daih gyoengq de lumj beixnuengx ityiengh.»
- Латинская транскрипция (орфография 1957 года): «Bouч bouч ma dəŋƨ laзƃɯn couƅ miƨ cɯyouƨ, cinƅyenƨ cəuƽ genƨli bouчbouч biŋƨdəŋз. Gyɵŋƽ vunƨ miƨ liзsiŋ cəuƽ lieŋƨsim, ɯŋdaŋ daiƅ gyɵngƽ de lumз beiчnueŋч ityieŋƅ.»
- Русский: «Все люди рождаются свободными и равными в своем достоинстве и правах. Они наделены разумом и совестью и должны поступать в отношении друг друга в духе братства».